# Olympia București

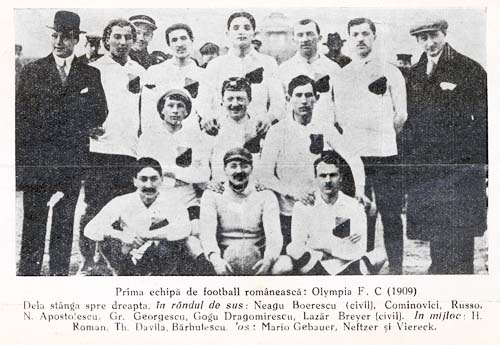
El Olympia de 1909

El Olympia București fue un equipo de fútbol de Rumania que alguna vez jugó en la Liga I, la primera división de fútbol en el país.

## Historia
Fue fundado en octubre el año 1908 en la capital Bucarest por un grupo de jóvenes extranjeros, aunque también incluían a unos pocos rumanos y tomó parte de la Herzog Cup, un torneo equivalente a la actual Liga I.
Fue uno de los equipos fundadores de la Liga I en el año 1909 y también fue el primer campeón de la liga en la temporada de 1909/10, repitiendo el logro en la temporada siguiente.
En 1915 el club comenzó a sentir un distanciamiento entre sus jugadores, ya que unos se iban a jugar con la sección de rugby del club y otros se iban a otros clubes de fútbol de la capital. Al terminar la Primera Guerra Mundial, el club se unió a la liga regional de Bucarest, superando la fase regional en una ocasión en 1927, y cuando fueron instauradas las divisiones en el fútbol de Rumania, Olympia jugó en la Liga III.
Al terminar la Segunda Guerra Mundial, el club formó parte de los campeonatos de distrito de Bucarest con el nombre Olympia-Rheim para posteriormente desaparecer en el año 1946.
Olympia jugó en 7 temporadas de la Liga I, jugando más de 200 partidos, pero con récord perdedor.

## Palmarés
- Liga I (2): 1909–10, 1910–11
- Copa de Rumania (1): 1910-11